# Harry Hoppe
Pour les articles homonymes, voir Hoppe.
Harry Hoppe (11 février 1894 à Brunswick - 23 août 1969 à Wetzlar) est un Generalleutnant allemand qui a servi au sein de la Heer dans la Wehrmacht pendant la Seconde Guerre mondiale.
Il a été récipiendaire de la croix de chevalier de la croix de fer avec feuilles de chêne. La croix de chevalier de la croix de fer et son grade supérieur, les feuilles de chêne, sont attribués pour récompenser un acte d'une extrême bravoure sur le champ de bataille ou un commandement militaire avec succès.

## Biographie
Après son baccalauréat, Harry Hoppe s'engage le 8 août 1914 dans le 92e régiment d'infanterie (de) et, après sa formation de base, rejoint le 208e régiment d'infanterie de réserve sur le front occidental.
Harry Hoppe est capturé par les troupes britanniques en mai 1945. Il reste en captivité jusqu'en 1948.

## Décorations
- Croix de fer (1914)
  - 2e classe (20 mars 1916)
  - 1re classe (15 mars 1917)
- Insigne des blessés (1914)
  - en noir
  - en argent
- Croix de chevalier de l'ordre royal de Hohenzollern avec glaives (17 avril 1918)
- Croix d'honneur des combattants 1914-1918
- Médaille du Mur de l'Ouest
- Agrafe de la croix de fer (1939)
  - 2e classe (26 septembre 1939)
  - 1re classe (12 juillet 1941)
- Médaille du Front de l'Est
- Insigne de combat d'infanterie
- Croix allemande en or (16 mai 1942)
- Croix de chevalier de la croix de fer avec feuilles de chêne
  - Croix de chevalier le 12 septembre 1941 en tant que Oberst et commandant du Infanterie-Regiment 424[1]
  - 682e feuilles de chêne le 18 décembre 1944 en tant que Generalleutnant et commandant de la 278e division d'infanterie[2]
- Mentionné dans le bulletin quotidien radiophonique de l'Armée : le Wehrmachtbericht (6 juillet 1944)